# Grotte de la Colombière
La grotte de la Colombière ou abri de la Colombière est située dans le massif du Jura sur la commune de Neuville-sur-Ain (Ain) à 254 mètres d'altitude. Elle est classée car elle possède un gisement d'artefacts préhistoriques.

## Histoire
Parfois nommée abri de la Colombière ou abri-sous-roche de la Colombière, cette modeste cavité est célèbre pour le patrimoine archéologique qu'elle recèle et pour les fouilles qui s'y sont succédé tout au long du XXe siècle.
Le site, signalé par Adrien Arcelin dès 1867, a été fouillé par L. Mayet et J. Pissot en 1913. Une industrie magdalénienne y a été recueillie, ainsi que des gravures sur galets et sur os de mammouth, l'une de celles-ci étant la première représentation anthropomorphe jamais découverte. 
De nouvelles fouilles organisées par H. Movius à partir de 1948 ont permis la reconnaissance d'une stratigraphie fiable et la découverte d'un dixième galet gravé. Avec la grotte des Hoteaux à Rossillon, la grotte de la Colombière a suscité des controverses qui ont marqué leur époque, aussi bien à propos de la reconnaissance des sépultures paléolithiques qu'au sujet de l'interprétation de l'art mobilier (« carnets de croquis » ou galets propitiatoires pour la chasse),.

## Protection
Située sur une propriété privée, la grotte de la Colombière n'est pas accessible au public.
Le site de la grotte de la Colombière fait en outre l'objet de mesures de protection particulières :
- Site naturel classé (SC016) ;
- Site naturel inscrit (SI670) ;
- La grotte fait l’objet d’une inscription au titre des monuments historiques depuis le 28 décembre 1946[3].

## Visite

### Archéologie
Le vaste porche d'entrée théâtre des fouilles archéologiques est cependant bien visible depuis le chemin (accessible aux piétons uniquement) qui relie Neuville-sur-Ain à Poncin en rive droite de la rivière d'Ain.

### Spéléologie
Sous un vaste porche peu profond, une galerie accessible par un ressaut de 3 m permet de parcourir quelques dizaines de mètres avant de se terminer sur un comblement.